# Honky Château
Honky Château — пятый студийный альбом британского певца и композитора Элтона Джона, выпущенный в 1972 году. Пластинка была названа в честь французского замка XVIII века Шато д’Эрувиль, где проходила её запись. Она смогла занять первое место в США, став первым серии из семи последовательных альбомов Джона, возглавлявших национальный хит-парад.
Релиз диска сопровождало два сингла: «Rocket Man» и «Honky Cat». Кроме того, это последний альбом исполнителя на лейбле Uni Records в США и Канаде, в дальнейшем MCA объединила все свои различные лейблы под брендом MCA. Этот и более ранние альбомы Джона на Uni были позже переизданы на MCA Records.

## Об альбоме
В 2003 году журнал Rolling Stone расположил альбом на 357-й строчке в списке 500 величайших альбомов всех времён.

## Список композиций
Слова и музыка всех песен — написаны Элтоном Джоном и Берни Топином.
| №  | Название                                                  | Длительность |
| -- | --------------------------------------------------------- | ------------ |
| 1. | «Honky Cat»                                               | 5:13         |
| 2. | «Mellow»                                                  | 5:32         |
| 3. | «I Think I’m Going to Kill Myself»                        | 3:35         |
| 4. | «Susie (Dramas)»                                          | 3:25         |
| 5. | «Rocket Man (I Think It’s Going to Be a Long, Long Time)» | 6:22         |

| №                   | Название                     | Длительность |
| ------------------- | ---------------------------- | ------------ |
| 1.                  | «Salvation»                  | 3:58         |
| 2.                  | «Slave»                      | 4:22         |
| 3.                  | «Amy»                        | 4:03         |
| 4.                  | «Mona Lisas and Mad Hatters» | 5:00         |
| 5.                  | «Hercules»                   | 5:20         |
| Общая длительность: | Общая длительность:          | 45:15        |

| №                   | Название                 | Длительность |
| ------------------- | ------------------------ | ------------ |
| 1.                  | «Slave» (Alternate take) | 2:53         |
| Общая длительность: | Общая длительность:      | 48:08        |

## Участники записи
Приведены по сведениям базы данных Discogs, нумерация треков указана по изданию в формате компакт-диска.
Музыканты:
- Элтон Джон — вокал, пианино (песни 1−6, 8−10), Родес-пиано (песня 1), орган Хаммонда (песни 2, 4), фисгармония (песня 6)
- Дэвид Хенчель — ARP-синтезатор (песни 5, 10)
- Дэйви Джонстоун[англ.] — банджо (песни 1, 7), акустическая и электрическая и слайд-гитары (песни 2−10), стил-гитара (песня 7), мандолина (песня 9), бэк-вокал (песни 3, 5, 6, 8, 10)
- Ди Мюррей[англ.] — бас-гитара, бэк-вокал (песни 3, 5, 6, 8, 10)
- Найджел Олссон — барабаны (песни 1−8, 10), бубен (песни 2, 4), бэк-вокал (песни 3, 5, 6, 8, 10), конга (песня 7)
- Рэй Купер — конга (песня 8)
- Жан-Луи Шотамп[англ.] — саксофон (песня 1)
- Ален Гато — саксофон (песня 1)
- Жак Болоньези — тромбон (песня 1)
- Иван Жюльен[англ.] — труба (песня 1)
- Жан-Люк Понти — электроскрипка (песни 2, 8)
- Ларри Смит[англ.] — чечётка (песня 3)
- Гас Даджен — аранжировки духовой секции (песня 1), дополнительный бэк-вокал (песня 10), художественный свист (песня 10)
- Мэдлин Белл[англ.] — бэк-вокал (песня 6)
- Тони Хаззард[англ.] — бэк-вокал (песня 6), дополнительный бэк-вокал (песня 10)
- Лиза Страйк — бэк-вокал (песня 6)
- Ларри Стил — бэк-вокал (песня 6)

Технический персонал:

| - Гас Даджен — музыкальный продюсер - Кен Скотт — звукорежиссёр - Тони Казинс — инженер ремастеринга - Эд Караефф — фотография обложки | - Джон Тоблер — автор текста для буклета - Гас Скинас — SACD-авторинг - Рики Грэм — оцифровка музыкального материала - Грег Пенни — объёмный звук |

## Позиции в хит-парадах и сертификации
| Год       | Хит-парад                              | Высшая позиция | Пребывание в чарте |
| --------- | -------------------------------------- | -------------- | ------------------ |
| 1972—1973 | Австралия (Kent Music Report)          | 4              | нет данных         |
| 1972—1973 | Великобритания (UK Albums Chart)       | 2              | 23 недели          |
| 1972—1973 | Испания (PROMUSICAE)                   | 1              | нет данных         |
| 1972—1973 | Италия (Musica e dischi)               | 5              | 26 недель          |
| 1972—1973 | Канада (RPM Albums Chart)              | 3              | 33 недели          |
| 1972—1973 | Нидерланды (Hilversum 3 LP Top 10)     | 9              | 2 недели           |
| 1972—1973 | Норвегия (VG-lista)                    | 8              | 15 недель          |
| 1972—1973 | США (Billboard Top LPs)                | 1              | 62 недели          |
| 1972—1973 | ФРГ (Offizielle Top 100)               | 43             | 2 недели           |
| 1972—1973 | Япония (Japanese Oricon LP Chart)      | 21             | нет данных         |
|           |                                        |                |                    |
| 2023      | Бельгия/Фландрия (Ultratop)            | 174            | 1 неделя           |
| 2023      | Великобритания (Albums Chart Update)   | 8              | 1 неделя           |
| 2023      | Великобритания (Albums Sales Chart)    | 6              | 1 неделя           |
| 2023      | Великобритания (Physical Albums Chart) | 6              | 2 недели           |
| 2023      | Великобритания (Record Store Chart)    | 25             | 1 неделя           |
| 2023      | Великобритания (UK Albums Chart)       | 33             | 1 неделя           |
| 2023      | Великобритания (Vinyl Albums Chart)    | 6              | 1 неделя           |
| 2023      | Швейцария (Schweizer Hitparade)        | 99             | 1 неделя           |
| 2023      | Шотландия (Scottish Albums Chart)      | 11             | 1 неделя           |

| Хит-парад (1972)                   | Позиция |
| ---------------------------------- | ------- |
| Австралия (Kent Music Report)      | 15      |
| Италия (FIMI)                      | 18      |
| Нидерланды (Buma/Stemra)           | 68      |
| США (Billboard Top Popular Albums) | 24      |
| Хит-парад (1973)                   | Позиция |
| США (Billboard Top Popular Albums) | 80      |

| Регион                                                      | Сертификация | Продажи    |
| ----------------------------------------------------------- | ------------ | ---------- |
| Австралия (ARIA)                                            | Платиновый   | 50 000^    |
| Великобритания (BPI)                                        | Золотой      | 100 000^   |
| Канада (Music Canada)                                       | Платиновый   | 100 000^   |
| США (RIAA)                                                  | Платиновый   | 1 000 000^ |
| ^ Данные о тиражах приведены только на основе сертификации. |              |            |